# Chaetonerius alluaudi
Chaetonerius alluaudi är en tvåvingeart som först beskrevs av Giglio-tos 1895.  Chaetonerius alluaudi ingår i släktet Chaetonerius och familjen Neriidae. Inga underarter finns listade i Catalogue of Life.